# Kasteel de Renesse
Het Kasteel de Renesse (ook Kasteel van Oostmalle) is een kasteel in het centrum van Oostmalle (Lierselei 30), een deelgemeente van de gemeente Malle. Bij het kasteel hoort een groot park. Het geheel wordt Domein de Renesse genoemd.

## Geschiedenis
De oorspronkelijke burcht werd in de 15e eeuw gebouwd door Willem van Berchem. In 1542 werd deze burcht verwoest door Maarten van Rossum. Jan van Renesse bouwde enkele jaren later het huidige kasteel en de bijgebouwen. Bouwmeester was Hendrik Lambrechts. Heel wat belangrijke personen kwamen er op bezoek, zoals keizer Karel V, Willem de Zwijger en Margaretha van Parma.
De daaropvolgende eeuwen werd het kasteel meermaals geplunderd en gebruikt als verblijfplaats voor strijdende troepen. Ten slotte raakte het in verval. In 1793 werden het opperhof en de hoeve afgebroken.
In 1830 verdween de familie de Renesse uit het kasteel: graaf Clément de Renesse-Breidbach verkocht het geheel aan burggraaf Leonard du Bus de Gisignies. Deze liet de dienstgebouwen ombouwen tot een landhuis. Hij breidde het gehele domein ook uit en liet in het park een Engelse tuin aanleggen. Onder meer de mammoetbomen werden toen aangeplant. Zijn zoon Bernard Amé du Bus de Gisignies en kleinzoon Bernard du Bus de Gisignies beheerden het domein verder. Bernard du Bus de Gisignies werd burgemeester van Oostmalle. Zijn dochter Isabelle huwde in 1896 met graaf Maximilien de Renesse-Breidbach. Zo kwam het kasteel terug in handen van de familie de Renesse.
In 1920 werd het kasteel gerenoveerd in Vlaamse neorenaissancestijl. In 1941 werd een deel van de westelijke vleugel stuk gebombardeerd door de Britten. Dit deel werd niet gerestaureerd.
Later werd graaf Thierry de Renesse eveneens burgemeester van Oostmalle. Na zijn dood in 1973 begonnen onderhandelingen over de aankoop van het kasteel door de gemeente. In 1983 kocht de gemeente het kasteel en een deel van het domein. Het Vlaams Gewest kocht de resterende 33 hectare. In 1985 werd het beheer van het kasteel en het hele domein overgedragen aan de speciaal daarvoor opgerichte vereniging zonder winstoogmerk Domein de Renesse. Sinds 1982 is het kasteel beschermd als monument.

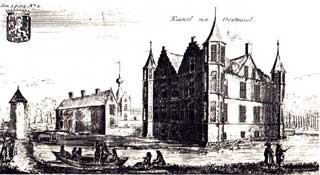
Schets van het oude kasteel omstreeks 1680

## Vzw Domein de Renesse
De vzw Domein de Renesse bestaat (buiten een vaste secretariaatsmedewerker) volledig uit vrijwilligers. Ze geeft een driemaandelijks tijdschrift genaamd “Renesse Koerier” uit. Het kasteel is alleen nog bewoond door kasteelbewaarders, en kan gehuurd worden. Wekelijks worden op zondag rondleidingen gegeven en er is een drankgelegenheid gevestigd in het kasteel die op zondag- en maandagnamiddag open is.

## Het domein
Het domein is ongeveer 60 ha groot en omvat naast twee bewegwijzerde wandelingen (het Wolfkapelpad en het De Renesse-Salphenpad) een aantal waardevolle elementen:

### Sequoia's
Op het domein staan drie sequoia's of mammoetbomen. Deze werden in de 19e eeuw aangeplant. Vanaf 2010 is de boom achter het kasteel beschermd als monument. Het is de dikste en mogelijk ook grootste mammoetboom in Vlaanderen.

### IJskelder
In het park de Renesse bevindt zich een ijskelder, gebouwd in 1835. Deze diende om ijs te bewaren gedurende het gehele jaar. Vroeger mochten ook inwoners van Oostmalle er ijs komen halen als ze een doktersbriefje konden voorleggen. De ijskelder is nu een verblijfplaats voor vleermuizen en wordt beheerd door Natuurpunt Voorkempen. De kelder is sinds 2003 beschermd als monument.

### Koetshuis
Het koetshuis werd gebouwd in 1830 en in 1932 grondig aangepast. Het kreeg een beschermde status in 2003. In een deel van het koetshuis is de heemkundige kring van Malle gehuisvest. In het overige deel wordt een brasserie uitgebaat. Voor het koetshuis staat het beeld De wandelaar van de in Malle wonende en werkende kunstenares May Claerhout.

### Rentmeesterwoning
De rentmeesterwoning, Lierselei 32, werd in 1882 gebouwd in opdracht van Bernard du Bus de Gisignies. De woning is gebouwd in neorenaissancestijl, met bakstenen en speklagen in zandsteen. De rentmeesterwoning werd beschermd in 2003.

### Boswachterswoning
De boswachterswoning, Lierselei 84, werd gebouwd in 1908. Achter de woning staat een schuurtje met een bakoven. Ook de boswachterswoning werd in 2003 beschermd.

### Portierswoning
De portierswoning, Antwerpsesteenweg 58, werd vermoedelijk gebouwd rond 1880 in dezelfde stijl als de rentmeesterwoning. De woning ligt tegenover het kasteeldomein en had vermoedelijk een toezichtfunctie. In 2003 werd het samen met verschillende andere gebouwen beschermd.

## Foto's

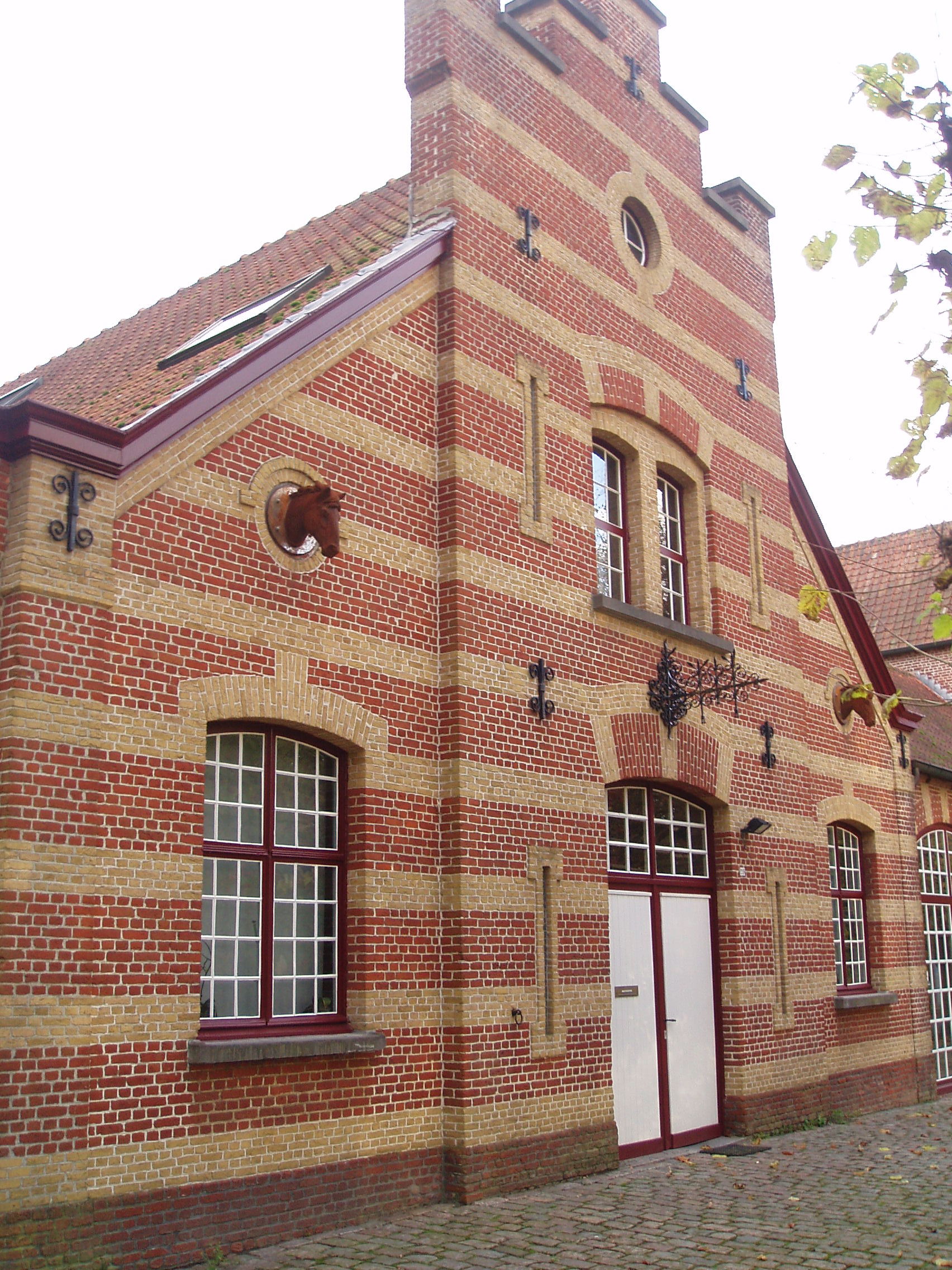
Linkerdeel van het koetshuis (heemkundige kring)
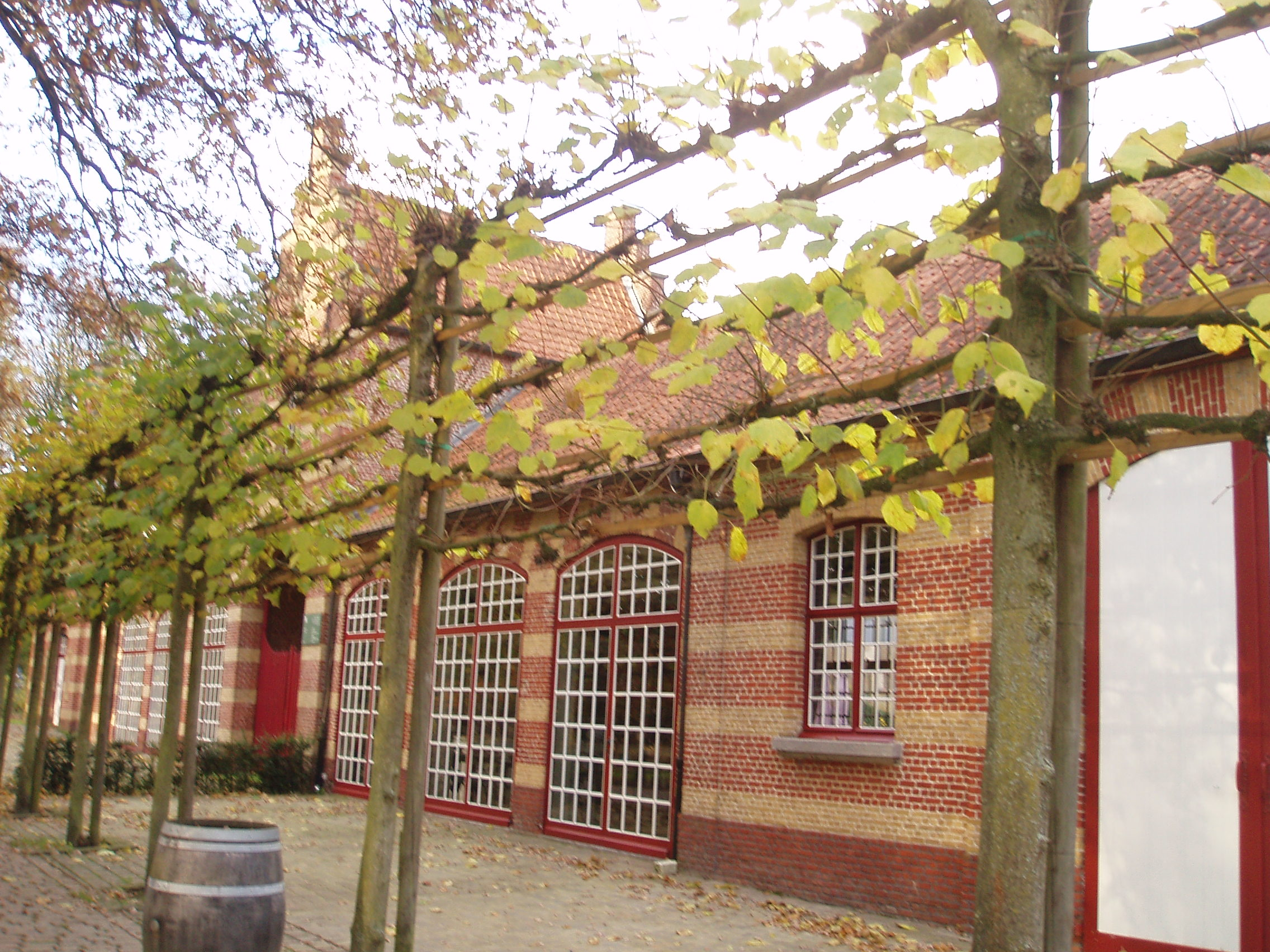
Koetshuis (brasserie)
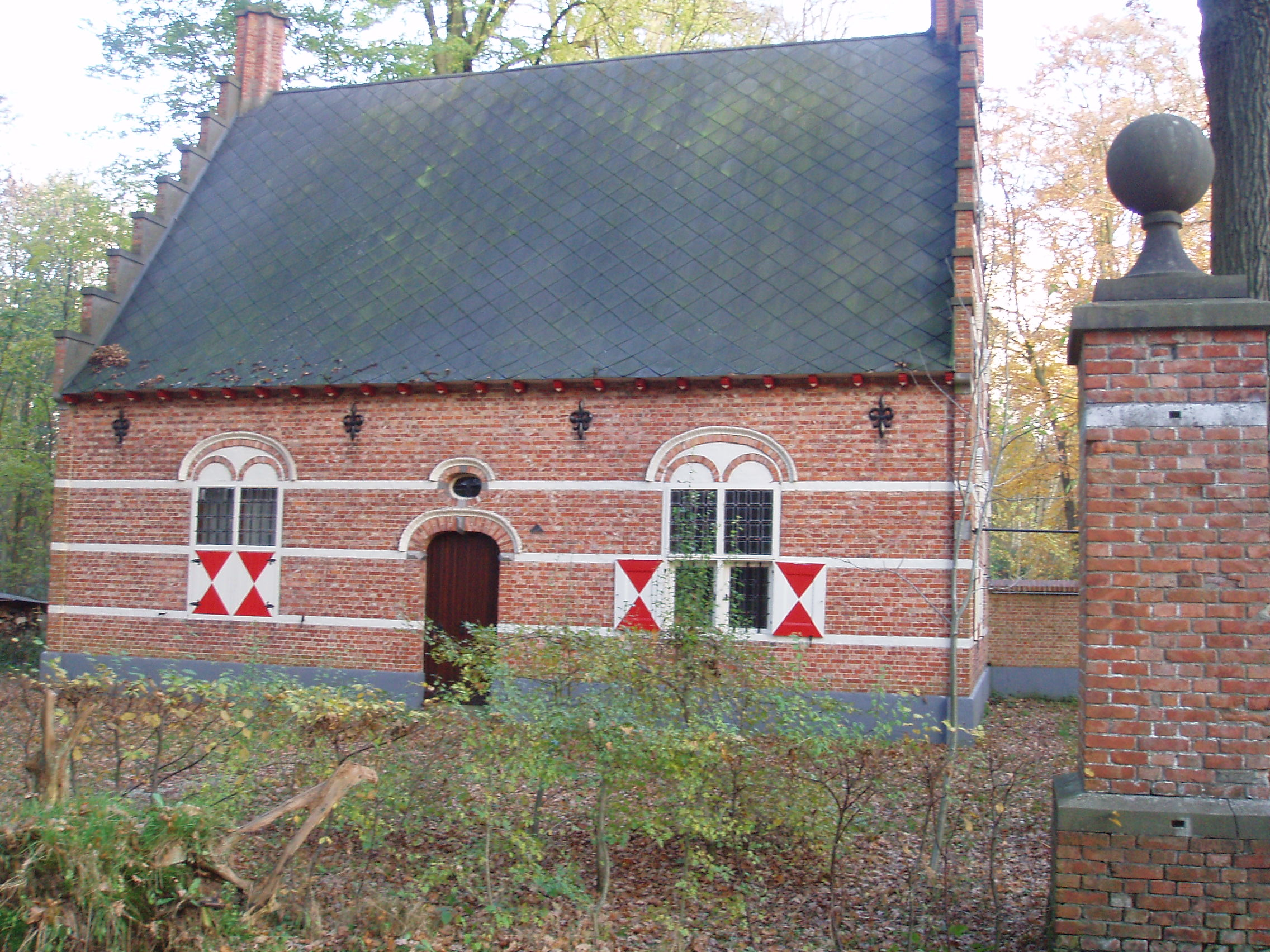
Rentmeesterswoning
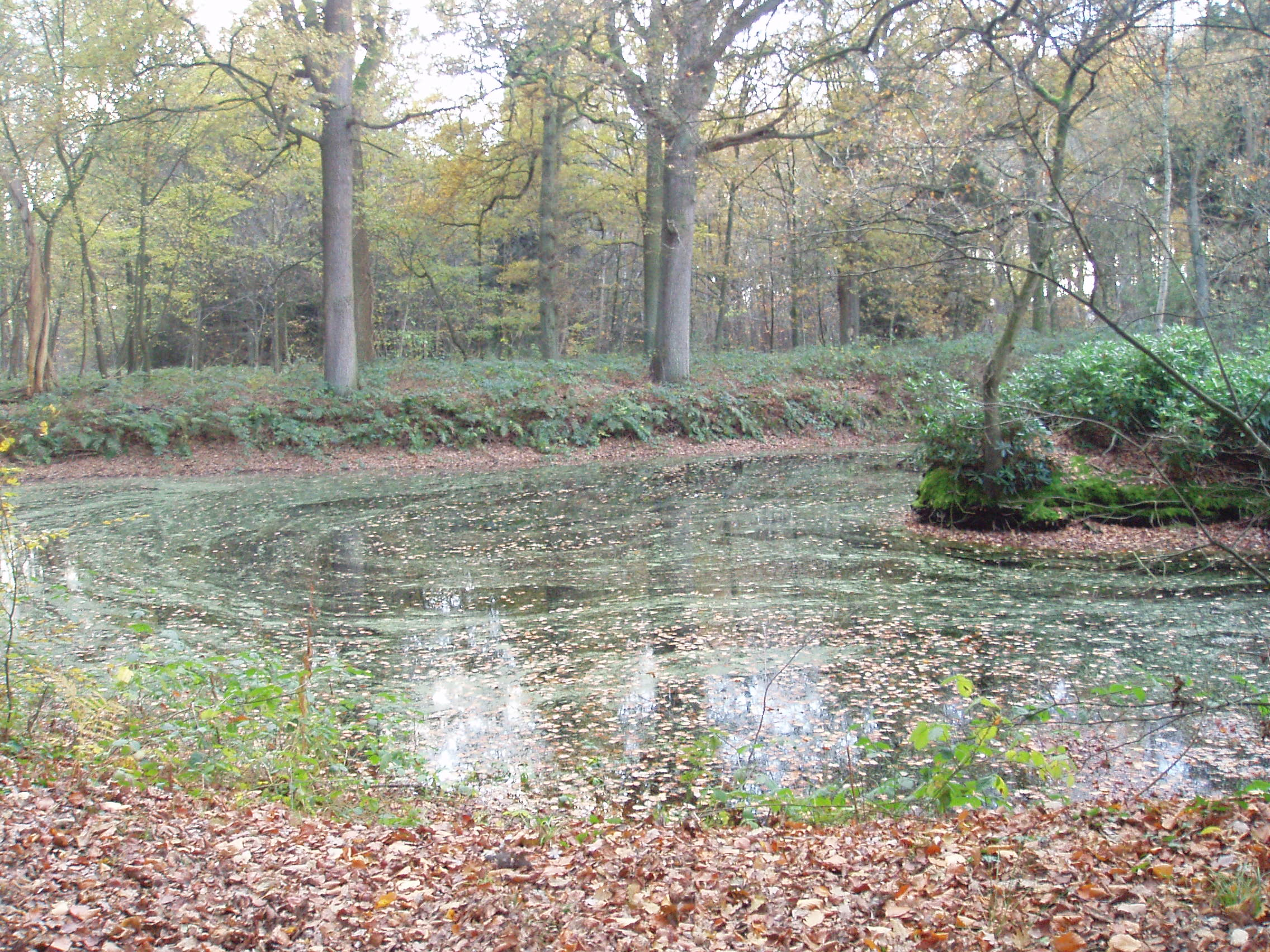
Park de Renesse
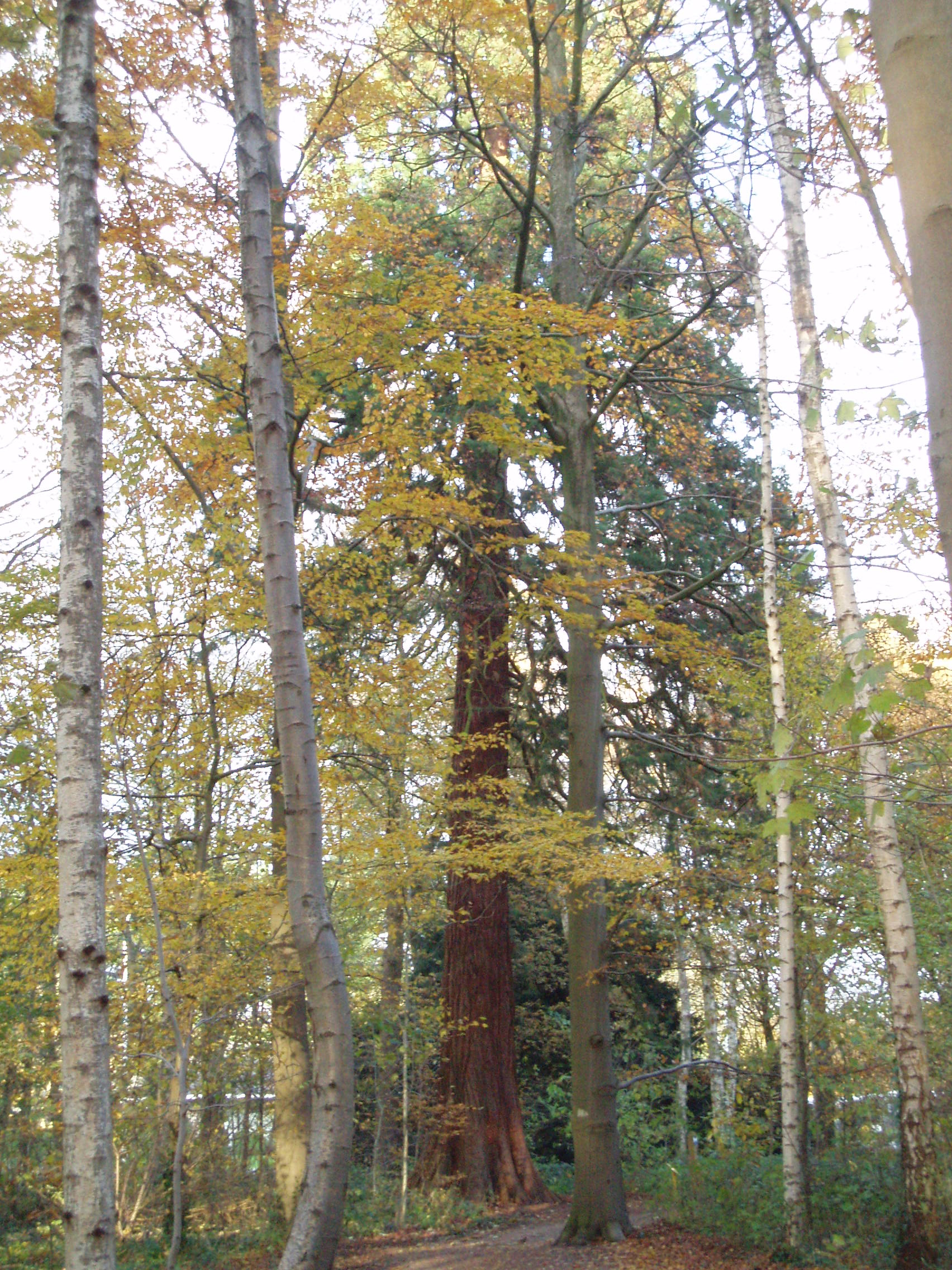
Beschermde sequoia achter het kasteel
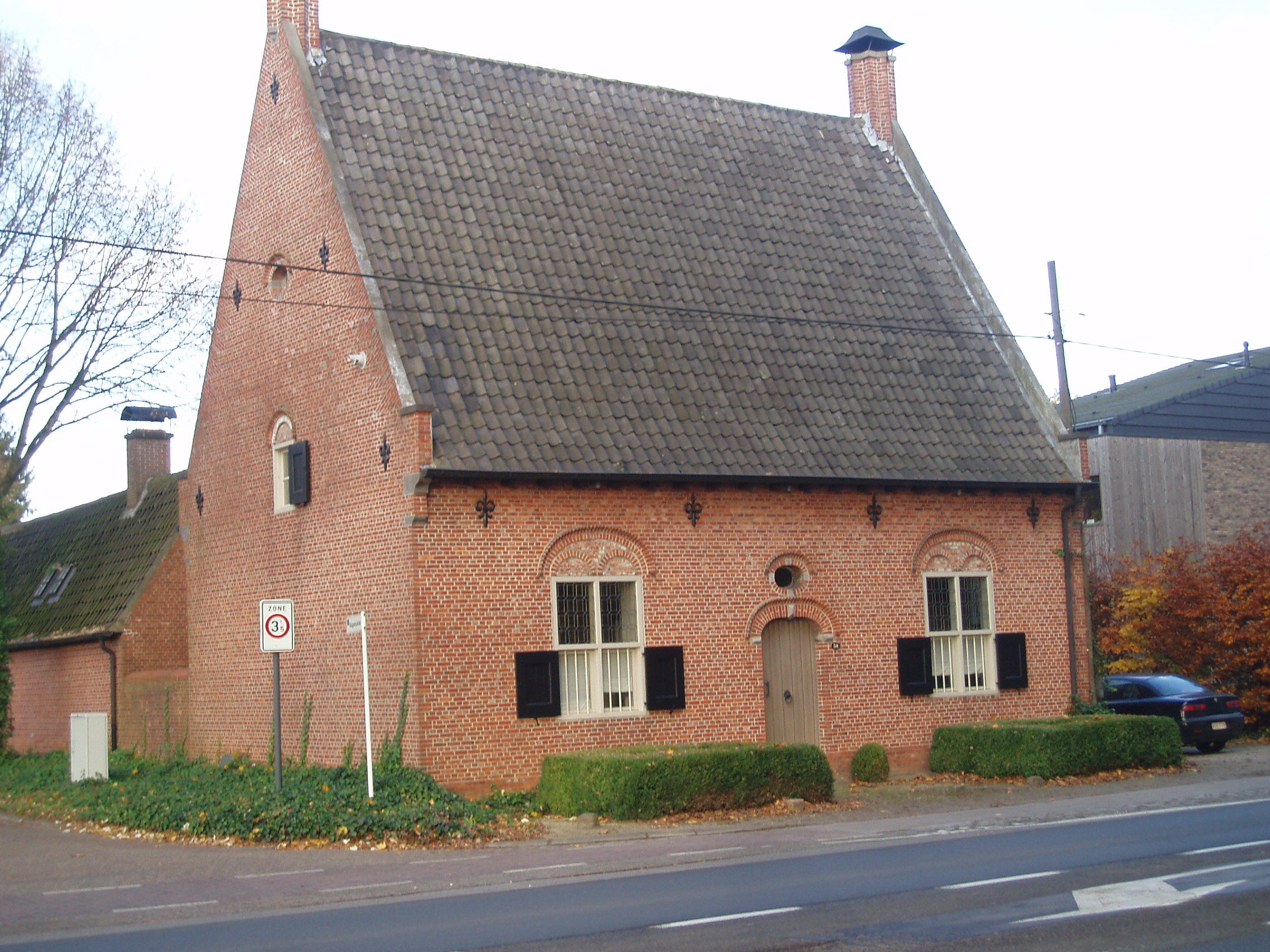
Portierswoning
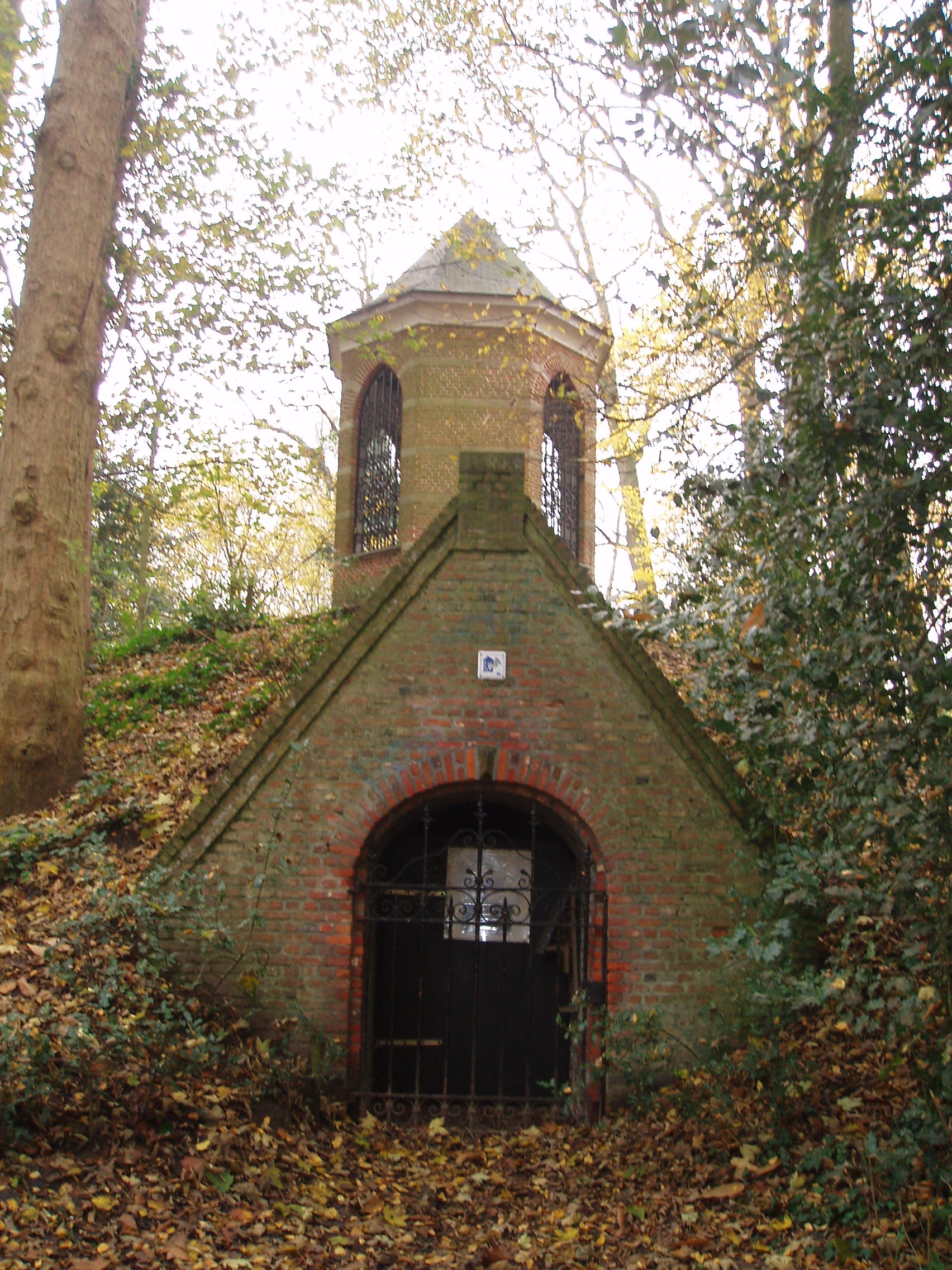
IJskelder met erboven een prieeltje op het domein
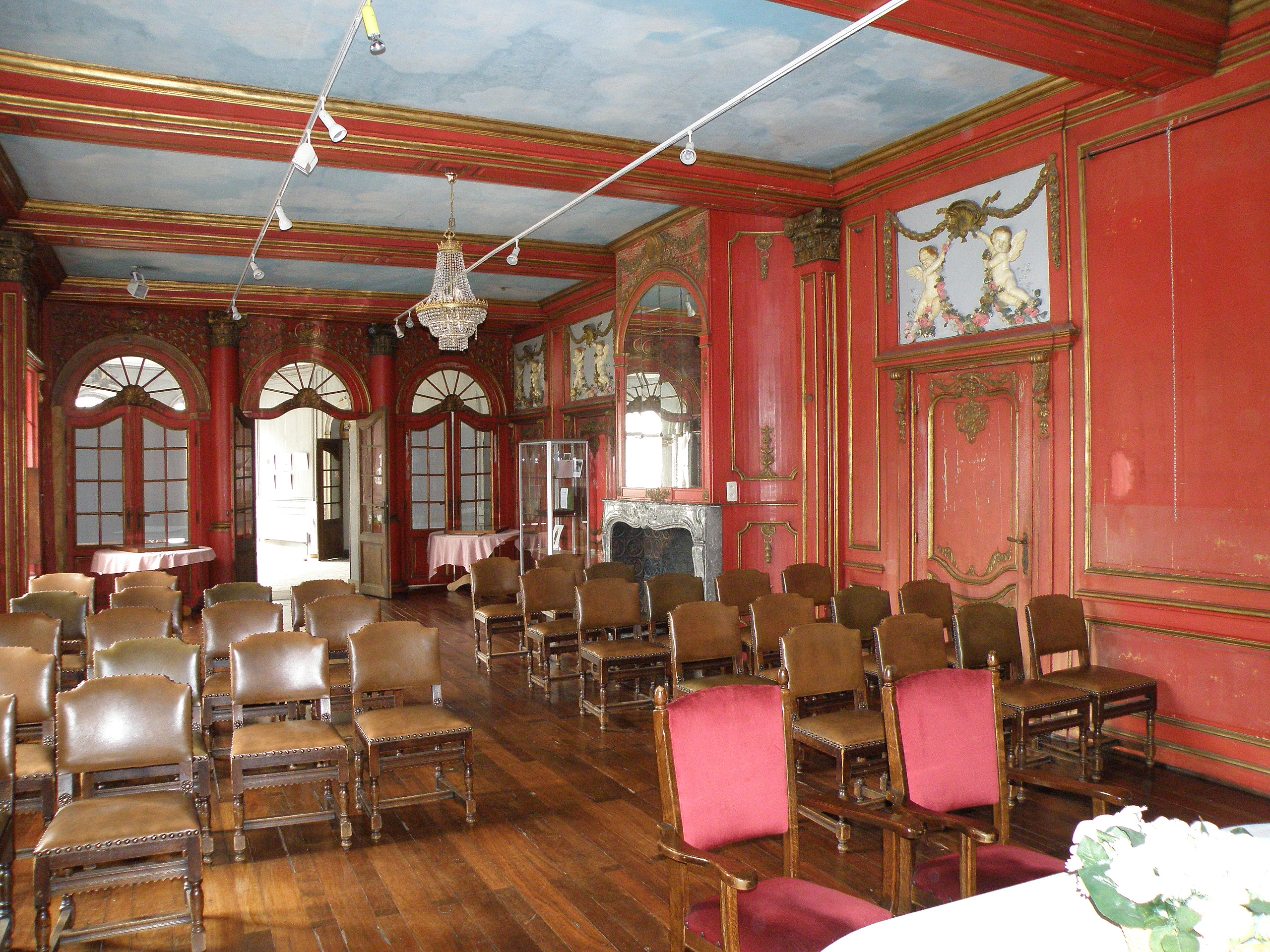
Binnenaanzicht